# プラグマティズム法学
プラグマティズム法学（プラグマティズムほうがく）とは、19世紀後半に伝統的哲学を批判するアメリカ合衆国で生まれた思想であるプラグマティズムを法理論に応用し、自然法論、法実証主義を前提に法をルールの体系とみる伝統的法理論を批判する法哲学ないし法理論の一学派である。
オリバー・ウェンデル・ホームズ・ジュニアは、法とは裁判官たちがそう呼ぶものであるとし、裁判官たちの判断を予測することが法学であるとし、自然法論、法実証主義から余分なものをそぎ落とし、実用的なものにしようとした。伝統的法理論によれば、法は、客観的で固定的なルールであり、裁判官はこれに拘束され、これを解釈しているだけであるとされるが、プラグマティズム法学は、ルールと行為はこのように二元的に対立しているものではなく、相互に依存しあっているとされる。
プラグマティズム法学は、ベンジャミン・カードーゾ、ロスコー・パウンドの社会学法学、ジェローム・フランクらのリアリズム法学の基礎を造ったが、プロセス法学が発展することによって一時影響を弱め、その後、批判法学に影響を与えた。